# Désiré Verhaeghe
Pour les articles homonymes, voir Verhaeghe.
Désiré Verhaeghe, né le 17 mai 1874 à Estaires et mort le 14 avril 1927 à Lille est un médecin hygiéniste et ouvriériste puis un homme politique socialiste lillois. Il est le père de Reysa Bernson, astrophysicienne.

## Biographie

### Carrière de médecin
Il fait ses études de médecine à l'Université de Lille. Il soutient sa thèse en 1899 avec pour sujet De l’alcoolisation, effets, causes, remèdes : étude de pathologie sociale. Sa soutenance est présidée par Charles Debierre. Il est ensuite chef de clinique en ophtalmologie à la faculté de médecine.
En 1901, Albert Calmette crée un dispensaire antituberculeux à côté de l'Institut Pasteur de Lille auquel il donne le nom de son patron Émile Roux. Désiré Verhaeghe fut durant dix ans le directeur médical du dispensaire Émile-Roux. Il travaille également en tant que médecin libéral.
Il est mobilisé durant toute la Première Guerre mondiale d'abord en tant qu'ambulance puis ophtalmologiste à l’hôpital militaire de Lille.

### Carrière politique
Il adhère très jeune au Parti Ouvrier Français. Il devient un des leaders de la fédération du Nord de ce parti. En 1902, il rédige un article montrant la force de cette fédération lors de conflits avec les autres partis socialistes qui allaient se regrouper en 1905 pour fonder la SFIO. Il reste militant socialiste SFIO toute sa vie.
À partir de 1902, D Verhaeghe s'implique dans la mise en place d'un secrétariat ouvrier pour l'hygiène qui promeut la sécurité et la prévoyance au travail puis l'aide lors des accidents du travail. Il est le directeur du service médical et juridique de cette organisation. Il sera exclu du syndicat de médecins lillois en 1909 pour cette forte implication qui gênait le patronat local.
En 1906, il réalise une étude intitulée Enquête sur la situation sanitaire des ouvriers peintres en bâtiments de Lille sur le saturnisme qui eut un fort impact pour avancer vers l'interdiction du plomb dans la peinture.
À partir de 1919, il est conseiller général du canton de Lille-Sud, et adjoint à l'hygiène et à la solidarité sociale de Gustave Delory à la mairie de Lille. À partir de 1925, il reste adjoint du nouveau maire Roger Salengro.

### Vie privée
Il épouse le 11 avril 1900 à Ixelles Dweira Berson-Verhaeghe une émigrée biélorusse d'origine juive étudiante en médecine à Lille qui sera également médecin et militante socialiste à Lille. En 1904, le couple donne naissance à une fille Reysa Berson. Il se sépare de Dweira à la fin de la Première Guerre mondiale. Sa femme et sa fille seront déportées en mars 1944 à Auschwitz, elles n'en reviendront pas. Il rencontre vers 1919 Geneviève Janny, qui lui donne deux fils : Paul-Louis Janny (25 juin 1921- 23 avril 1997) et Jean-Étienne Janny (27 septembre 1925 - 3 février 1996). 
Il décède en avril 1927 à 52 ans. Il est enterré au cimetière de Lille-Sud. 

## Postérité
Il est décoré de la croix de guerre 1914-1918 et est nommé chevalier de la Légion d'honneur en 1920.
L'école de plein air de Lille dont il avait lancé le projet et qui fut inaugurée en 1931 porte son nom. Elle fut réalisée par l'architecte René Delannoy.
Lille, Ronchin et Faches-Thumesnil ont une rue portant son nom.